# نجف‌آباد (یاسوج)
نجف‌آباد، محله ای در شهر یاسوج است.

## جمعیت
این محله براساس سرشماری مرکز آمار ایران در سال ۱۳۸۵، جمعیت آن ۵٬۹۱۳ نفر (۱٬۱۹۲خانوار) بوده‌است.